# منوچهر گنجی
منوچهر گنجی (زادهٔ ۱۳۰۹) دانشیار رشته‌ی حقوق ووزیر آموزش و پرورش در دوره پهلوی بود. پس از پیروزی انقلاب، گنجی با برپایی سازمان درفش کاویانی به مبارزه با جمهوری اسلامی روی آورد.

## زندگی
منوچهر گنجی در سال ۱۳۰۹ در ابراهیم‌آباد قزوین به دنیا آمد و در کودکی به همراه خانواده به تهران مهاجرت کرد. پس از تحصیلات متوسطه، وارد دانشکده حقوق تهران شد. در رشته حقوق قضایی، لیسانس گرفت و برای ادامه تحصیلات عازم فرانسه شد و دکترای حقوق خود را گرفت.

## بازگشت به ایران
منوچهر گنجی به ایران برگشت و با سمت دانشیاری در دانشکده حقوق به تدریس پرداخت. او علاوه بر تدریس در جمعیت ایرانی طرفدار سازمان ملل متحد به ریاست احمد متین‌دفتری مشغول به‌کار شد؛ و عهده‌دار دبیرخانه آن شد. وی در سال ۱۳۴۸ به ریاست دانشکده حقوق و علوم سیاسی منصوب گردید. در دورهٔ وی کتابخانهٔ دانشکدهٔ حقوق دچار تغییرات بی‌رویه شد و بی هیچ زمینه‌سازی برای حفظ کتاب‌ها، ترتیب کتابخانه را به هم زدند. در این اقدام جز کتابخانه مصدق، کتابخانه علی‌اکبر داور، رضازاده شفق، صاحب نسق قمی و محمدعلی فروغی و مجید موقر نیز وجود داشت. در این عمل در ظاهر کتاب‌های کم‌فایده را از قفسه‌ها بیرون ریختند و به انبار زیر زمینی مرطوب منتقل کردند و در گونی‌ها به شکل نامطلوبی نگهداری کردند که موجب پراکندگی کتاب‌های اهدایی افراد مذکور و هم چنین نابودی تعدادی از آن‌ها شد.
گنجی گزارشگر ویژه کمیسیون حقوق بشر سازمان ملل متحد مسئول تهیه مطالعه جامعی بر وضعیت حقوق اقتصادی، اجتماعی، و فرهنگی در کشورهای عضو سازمان ملل بود.
منوچهر گنجی در سال ۱۳۵۵ در آخرین ترمیم کابینه امیرعباس هویدا به وزارت آموزش و پرورش ایران تعیین گردید. وی همچنین سرپرست وزارت فرهنگ و آموزش عالی هم بود که در این سمت تغییرات گسترده‌ای در سطح رؤسای دانشگاه‌ها به وجود آورد. منوچهر گنجی در سال ۱۳۵۷ دوران بحران در کابینه جعفر شریف‌امامی باز به وزارت آموزش و پرورش رسید.

## پس از انقلاب
وی پس از سقوط کابینهٔ شریف امامی از ایران خارج شد و سازمان درفش کاویانی را بنیاد نهاد. گنجی در دهه ۱۹۸۰، رادیویی حامی دموکراسی، ضد جمهوری اسلامی و فارسی‌زبان را از پاریس اداره می‌کرد که بودجه آن را دولت‌های ریگان و بوش تأمین می‌کردند. گنجی از مداخله مستقیم نظامی آمریکا برای تغییر رژیم در ایران دفاع می‌کند.